# Arquidiócesis de Montevideo
La arquidiócesis de Montevideo (en latín: Archidioecesis Montisvidei), también conocida como Iglesia Católica de Montevideo, es una circunscripción eclesiástica de la Iglesia católica en Uruguay. Se trata de una arquidiócesis latina, sede metropolitana de la provincia eclesiástica de Montevideo. Desde el 11 de febrero de 2014 su arzobispo es el cardenal Daniel Fernando Sturla Berhouet, de la Pía Sociedad de San Francisco de Sales.

## Territorio y organización

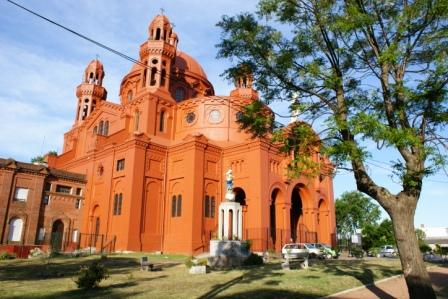
Santuario Nacional del Sagrado Corazón de Jesús, en Montevideo

La arquidiócesis tiene 540 km² y extiende su jurisdicción sobre los fieles católicos de rito latino residentes en el departamento de Montevideo.

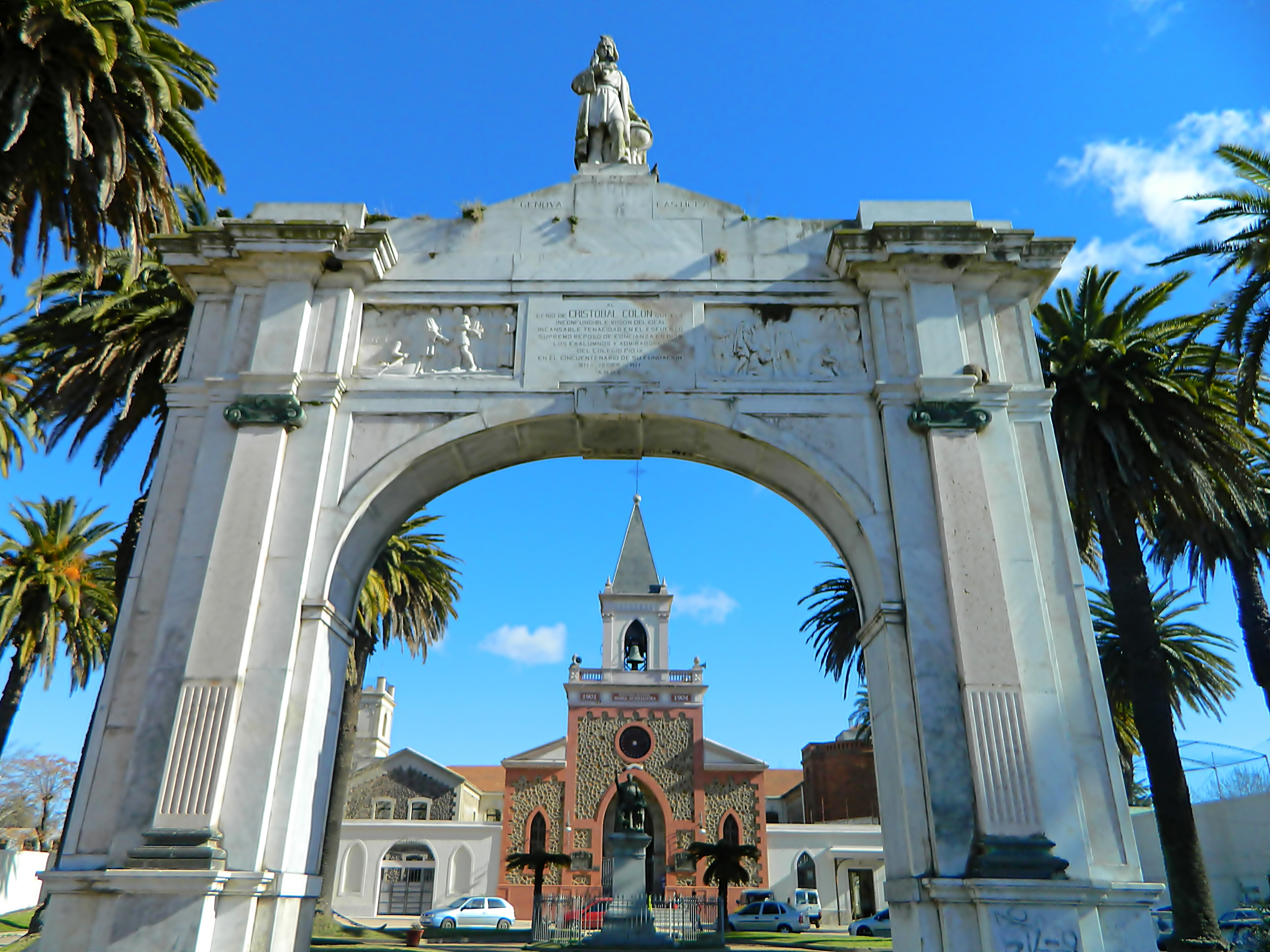
Santuario Nacional de María Auxiliadora, en Montevideo

La sede de la arquidiócesis se encuentra en la ciudad de Montevideo, en donde se halla la Catedral basílica de la Inmaculada Concepción y San Felipe y Santiago y 3 santuarios nacionales: de la Gruta de Lourdes, del Sagrado Corazón de Jesús y de María Auxiliadora.
La arquidiócesis tiene como sufragáneas a las diócesis de: Canelones, Florida, Maldonado-Punta del Este-Minas, Melo, Mercedes, Salto, San José de Mayo y Tacuarembó.
En 2021 en la arquidiócesis existían 83 parroquias agrupadas en 8 zonas pastorales:
- Zona San Mateo: Ciudad Vieja, Centro, Cordón Sur y Palermo;
- Zona Santa María Magdalena: Aguada, Goes , Villa Muñoz, La Comercial, Jacinto Vera, Reducto, Atahualpa, Arroyo Seco y Prado;
- Zona San Marcos: Pocitos, Parque Rodó, Punta Carretas, Nuevo Pocitos, Cordón, La Blanqueada, Larrañaga, Villa Dolores y Unión;
- Zona Santa Marta: Toledo, Maroñas, Bella Italia, La Cruz de Carrasco, Jardines del Hipódromo, Manga, Flor de Maroñas, Unión y Malvín Norte;
- Zona Santa María de Betania: Buceo, Unión, Malvín, Carrasco, Punta Gorda;
- Zona San Lucas: Cerrito, Las Acacias, Casavalle, Pérez Castellano, Piedras Blancas, Aires Puros, Mendoza, Manga, Toledo Chico y Peñarol;
- Zona Santa Isabel: Lezica, Peñarol, Paso de las Duranas, Sayago, Melilla, Colón;
- Zona San Juan: Cerro, Paso Molino, Belvedere, La Teja, Cerro Norte, Santiago Vázquez, Rincón del Cerro, Pajas Blancas, Paso de la Arena y Casabó.

## Historia

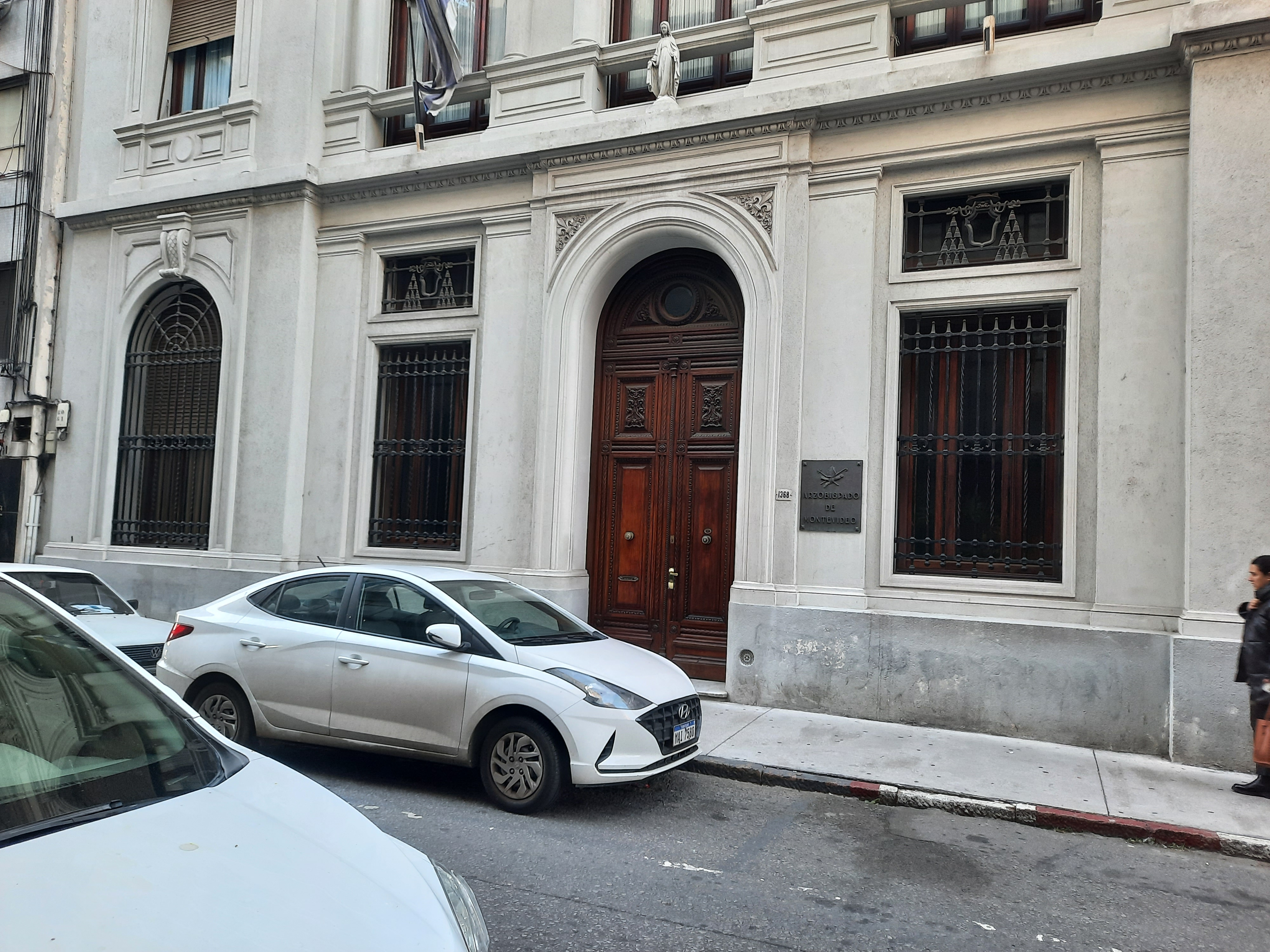
Sede de la arquidiócesis de Montevideo

Los habitantes del pequeño poblado inicial de Montevideo encontraron las primeras manifestaciones comunitarias en la advocación a san Felipe el Apóstol y Santiago el Menor. De hecho, el gobernador Pedro Millán, en 1727, estableció las festividades anuales de la ciudad: la primera y principal era la de los santos patronos, que en ese momento se celebraba el 1 de mayo (actualmente el 3 de mayo).
La primera iglesia matriz de Montevideo, construida en 1740, sufrió un desplome parcial en 1785, que hizo necesario construir un nuevo templo. En 1790 el párroco de la ciudad, presbítero Juan José Ortiz, colocó la piedra fundamental de la actual Catedral de la Inmaculada Concepción de San Felipe y Santiago de Montevideo. La actual iglesia matriz fue bendecida por el obispo de Buenos Aires (de quien dependía Montevideo), Benito Lué y Riega el 21 de octubre de 1804 y dedicada a la Inmaculada Concepción y a los santos Felipe y Santiago.
La Revolución de Mayo (en 1810), la guerra contra la metrópolis y las declaraciones de independencia de las nuevas naciones americanas marcaron un corte abrupto en la estructura eclesiástica y en la vida religiosa rioplatense. Las relaciones con la Santa Sede, hasta entonces mediatizadas por España, se cortaron abruptamente, y las sedes episcopales quedaron vacantes en poco tiempo. Cuando el 1 de enero de 1824 el enviado papal Giovanni Muzi llegó a Montevideo de paso hacia Chile, el actual territorio uruguayo estaba anexado al Imperio del Brasil como provincia Cisplatina. A su regreso a Montevideo desde Chile, el 5 de febrero de 1825 designó a Dámaso Antonio Larrañaga como delegado apostólico para gobernar la Iglesia de provincia Cisplatina, tras serle requerido por las autoridades locales dependientes de Brasil, sin desmembrarla formalmente de la jurisdicción de Buenos Aires. 
El papa León XII nombró obispos in partibus infidelium en el Río de la Plata (desde 1882 se les llama obispos titulares) que eran sus vicarios apostólicos, con la intención de eludir el patronato, tanto el regio reconocido al rey de España como el pretendido por las nuevas autoridades locales. Tras la independencia de Uruguay en 1828 y la decisión en 1830 del Gobierno oriental de separar por ley la Iglesia oriental de la Iglesia argentina, el nuevo papa Gregorio XVI continuó la misma línea que su predecesor y el 14 de agosto de 1832 erigió el vicariato apostólico de Montevideo, obteniendo el territorio de la diócesis de Buenos Aires (hoy arquidiócesis). 
El 13 de julio de 1878 el vicariato apostólico fue elevado a diócesis mediante la bula Ex quo del papa León XIII.
El 14 de abril de 1897 cedió partes de su territorio para la erección de las diócesis de Salto y de Melo y al mismo tiempo fue elevada al rango de arquidiócesis metropolitana con la bula Apostolici ministerii del papa León XIII.
El 15 de noviembre de 1955 cedió otras porciones de territorio a la diócesis de Melo y para la erección de la diócesis de San José de Mayo mediante la bula Accepta arcano del papa Pío XII.
La arquidiócesis recibió la visita del papa Juan Pablo II en dos ocasiones, en marzo de 1987 y en mayo de 1988, en el marco de los viajes apostólicos que realizó a Uruguay.
El 6 de mayo de 2023 el papa Francisco beatificó al obispo Jacinto Vera y Durán.

## Estadísticas
Según el Anuario Pontificio 2022 la arquidiócesis tenía a fines de 2021 un total de 917 800 fieles bautizados.
| Año                                                                             | Población            | Población | Población      | Sacerdotes | Sacerdotes    | Sacerdotes    | Bautizados por sacerdote | Diáconos permanentes | Religiosos | Religiosos | Parroquias |
| Año                                                                             | Bautizados católicos | Total     | % de católicos | Total      | Clero secular | Clero regular | Bautizados por sacerdote | Diáconos permanentes | Varones    | Mujeres    | Parroquias |
| ------------------------------------------------------------------------------- | -------------------- | --------- | -------------- | ---------- | ------------- | ------------- | ------------------------ | -------------------- | ---------- | ---------- | ---------- |
| 1950                                                                            | 935 000              | 1 345 000 | 69.5           | 547        | 97            | 450           | 1709                     |                      | 570        | 1000       | 82         |
| 1966                                                                            | 900 000              | 1 300 000 | 69.2           | 353        | 60            | 293           | 2549                     |                      | 457        | 1108       | 74         |
| 1970                                                                            | 1 215 000            | 1 350 000 | 90.0           | 353        | 69            | 284           | 3441                     |                      | 454        | 1348       | 76         |
| 1976                                                                            | 1 305 000            | 1 450 000 | 90.0           | 348        | 79            | 269           | 3750                     | 5                    | 438        | 1200       | 76         |
| 1980                                                                            | 857 000              | 1 260 000 | 68.0           | 301        | 69            | 232           | 2847                     | 9                    | 328        | 854        | 76         |
| 1990                                                                            | 906 000              | 1 343 000 | 67.5           | 468        | 76            | 392           | 1935                     | 15                   | 551        | 1023       | 77         |
| 1999                                                                            | 850 000              | 1 350 000 | 63.0           | 273        | 77            | 196           | 3113                     | 25                   | 292        | 974        | 77         |
| 2000                                                                            | 850 000              | 1 350 000 | 63.0           | 262        | 72            | 190           | 3244                     | 25                   | 285        | 880        | 77         |
| 2001                                                                            | 850 000              | 1 350 000 | 63.0           | 260        | 73            | 187           | 3269                     | 25                   | 282        | 780        | 77         |
| 2002                                                                            | 850 000              | 1 350 000 | 63.0           | 258        | 73            | 185           | 3294                     | 26                   | 278        | 698        | 77         |
| 2003                                                                            | 850 000              | 1 350 000 | 63.0           | 249        | 69            | 180           | 3413                     | 27                   | 271        | 645        | 77         |
| 2004                                                                            | 850 000              | 1 350 000 | 63.0           | 244        | 74            | 170           | 3483                     | 27                   | 261        | 635        | 77         |
| 2013                                                                            | 892 000              | 1 409 000 | 63.3           | 266        | 106           | 160           | 3353                     | 39                   | 251        | 376        | 81         |
| 2016                                                                            | 901 380              | 1 424 341 | 63.3           | 238        | 108           | 130           | 3787                     | 41                   | 205        | 229        | 83         |
| 2019                                                                            | 911 500              | 1 440 340 | 63.3           | 227        | 103           | 124           | 4015                     | 38                   | 212        | 252        | 83         |
| 2021                                                                            | 917 800              | 1 450 200 | 63.3           | 215        | 101           | 114           | 4268                     | 38                   | 197        | 233        | 83         |
| Fuente: Catholic-Hierarchy, que a su vez toma los datos del Anuario Pontificio. |                      |           |                |            |               |               |                          |                      |            |            |            |

## Episcopologio

### Vicarios apostólicos
- Dámaso Antonio Larrañaga † (14 de agosto de 1832-6 de febrero de 1848 falleció)
- Lorenzo Antonio Fernández † (1848-2 de octubre de 1852 falleció)
- José Reina-Manuel Rivera † (1852-1854)[9]
- José Benito Lamas † (1854-9 de mayo de 1857 falleció)
- Juan Domingo Fernández † (1857-1859)[9]
- Beato Jacinto Vera y Durán † (26 de mayo de 1859-13 de julio de 1878 nombrado obispo de Montevideo)

### Obispos de Montevideo
- Beato Jacinto Vera y Durán † (13 de julio de 1878-6 de mayo de 1881 falleció)
- Inocencio María Yéregui † (22 de noviembre de 1881-1 de febrero de 1890 falleció)
- Mariano Soler † (29 de enero de 1891-19 de abril de 1897 nombrado arzobispo de Montevideo)

### Arzobispos de Montevideo
- Mariano Soler † (19 de abril de 1897-26 de septiembre de 1908 falleció)
  - Sede vacante (1908-1919)[nota 1]
- Juan Francisco Aragone † (3 de julio de 1919-20 de noviembre de 1940 renunció[nota 2])
- Cardenal Antonio María Barbieri, O.F.M.Cap. † (20 de noviembre de 1940 por sucesión-17 de noviembre de 1976 retirado)[nota 3]
- Carlos Parteli Keller † (17 de noviembre de 1976 por sucesión-12 de julio de 1985 retirado)[nota 4]
- José Gottardi Cristelli, S.D.B. † (12 de julio de 1985- 4 de diciembre de 1998 retirado)
- Nicolás Cotugno Fanizzi, S.D.B. (4 de diciembre de 1998-11 de febrero de 2014 retirado)
- Cardenal Daniel Fernando Sturla Berhouet, S.D.B., desde el 11 de febrero de 2014